# LeoVegas TV
LeoVegas TV è stato un canale televisivo italiano dedicato al gioco della roulette.
Dal 22 luglio 2011 al 2015 era appartenuto al gruppo Buongiorno S.p.A., dal 2015 al 22 novembre 2017 al gruppo finlandese Paf e dal 2017 al 16 dicembre 2018 al gruppo svedese LeoVegas.
Durante le prime due gestioni la rete si chiamava Winga TV.

## Programmi
Il canale trasmetteva tutti i giorni Roulette Show ogni sera dalle ore 19:00 alle ore 2:00. Precedentemente veniva trasmesso anche Nostop Roulette ogni giorno dalle ore 3:00 alle ore 16:00, trasmissione sostituita da video sportivi a rotazione, ma sempre disponibile in streaming sul sito ufficiale.
Nel mese di dicembre 2011, era inoltre partita la trasmissione Bingo Show, che seguiva l'estrazione dei numeri della Sala Rubino, interrotta a gennaio 2012.
Dal 26 giugno 2012 fino al 2 agosto 2012 Winga tv, in collaborazione con POKERItalia24, ha trasmesso le fasi finali delle selezioni per partecipare ad una tappa italiana del WPT National Series con la trasmissione "Sfida al Pro!".
Dal 24 dicembre 2013 al 17 aprile 2016 Winga TV ha trasmesso dalle ore 2:00 alle ore 19:00 il canale Top Calcio 24. Dal 18 aprile 2016 al 1º dicembre 2017 trasmette, nella stessa fascia oraria, Top Planet, canale dedicato alla Juventus.
Dal 10 dicembre 2016 inizia a trasmettere gratuitamente via satellite senza la programmazione di Top Planet attraverso un accordo con M-Three Satcom e viene inserito nella piattaforma Sky Italia al canale 237 e anche su Tivùsat al canale 53.
Il 22 novembre 2017 cambia nome da Winga TV in LeoVegas TV. Dal 1º dicembre 2017 torna a trasmettere Top Calcio 24 dalle ore 2 alle ore 19.
Dal 1º gennaio 2018 la LCN 63 è passata alla GM Comunicazione S.r.l. e trasmette la programmazione di LeoVegas TV dalle ore 21 alle 2.
Il 30 maggio 2018 è andata in onda l'ultima puntata di Roulette Show, sostituito dal 1º giugno dello stesso anno dal nuovo format Leo Roulette Show, trasmesso solo in streaming sul sito ufficiale di LeoVegas.
Il 16 dicembre 2018 il canale ha cessato le trasmissioni. e sostituito da CANALE 63 e Lotto.

## Conduttori
Ogni sera due presentatori si alternavano alla conduzione di Roulette Show. Un'importante novità introdotta da Winga è l'affiancamento al croupier per la conduzione del programma, a partire dal mese di luglio e fino al mese di novembre 2014. In alcune serate del 2015, alla conduzione si sono alternati ben tre presentatori.
| Croupier                  | Periodo                                     | Periodo             | Periodo | Periodo |
| Croupier                  | Periodo presenza                            | Periodo puntate     |         |         |
| ------------------------- | ------------------------------------------- | ------------------- | ------- | ------- |
| Antonio Lamagna           | 22/07/2011–30/05/2018                       | 1–2505              |         |         |
| Carlo Pioletti            | 22/07/2011–08/05/2023                       | 1–3288              |         |         |
| Roberta Pasquinucci       | 22/07/2011–18/01/2012                       | 1–181               |         |         |
| Riccardo Rigamonti        | 22/07/2011–24/05/2013                       | 1–673               |         |         |
| Olivia Ghiné              | 22/07/2011–08/06/2013                       | 1–688               |         |         |
| Jvonne Giovanniello       | 22/07/2011–02/04/2014 19/12/2014–19/12/2015 | 1–986 1247–1612     |         |         |
| Leandro Guerrini          | 20/12/2011–20/02/2013                       | 152–580             |         |         |
| Arianna Porcelli Safonov  | 25/01/2012–02/04/2014 08/06/2015–19/12/2015 | 188–986 1418–1612   |         |         |
| Karolina Černic           | 21/01/2013–25/06/2013 17/05/2014–22/10/2017 | 550–705 1031–2285   |         |         |
| Karun Grasso              | 19/03/2013–22/12/2015 10/05/2018–30/05/2018 | 607–1615 2485–2505  |         |         |
| Vanessa Mariño            | 04/06/2013–01/04/2014                       | 684–985             |         |         |
| Claudia Elisa Ferranti    | 08/08/2013–05/10/2013                       | 749–807             |         |         |
| Alberto Battilana         | 17/10/2013–22/12/2015                       | 819–1615            |         |         |
| Rossella Piro             | 03/04/2014–29/09/2014                       | 987–1166            |         |         |
| Chiara Squaglia           | 04/04/2014–13/09/2015                       | 988–1515            |         |         |
| Rosita Orlando            | 05/04/2014–06/07/2014                       | 989–1081            |         |         |
| Mara Scatigno             | 04/07/2014–25/11/2014                       | 1079–1223           |         |         |
| Martina Pascutti          | 07/07/2014–26/03/2015                       | 1082–1344           |         |         |
| Katia Nicotra             | 01/12/2014–30/05/2018                       | 1229–2505           |         |         |
| Dino Lanaro               | 24/05/2015–31/08/2015 04/06/2016–30/05/2018 | 1403–1502 1780–2505 |         |         |
| Gabriele Damiani          | 23/12/2015–19/02/2016                       | 1616–1674           |         |         |
| Silvia Baldo              | 23/12/2015–30/05/2018                       | 1616–2505           |         |         |
| Valentina Guidi           | 24/12/2015–30/05/2018                       | 1617–2505           |         |         |
| Christian Casale          | 01/06/2016–30/05/2018                       | 1777–2505           |         |         |
| Sara Strambini            | 19/03/2017–30/05/2018                       | 2068–2505           |         |         |
| Affiancamento al croupier |                                             |                     |         |         |
| Conduttore                | Periodo                                     | Periodo             | Periodo | Periodo |
| Conduttore                | Periodo presenza                            | Periodo puntate     |         |         |
| Miriam Núñez              | 07/07/2014–03/11/2014                       | 1082–1201           |         |         |

## Ascolti

### Tabella sulle 24 ore* di LeoVegas TV - Top Planet[9]
| Anno | Gennaio | Febbraio | Marzo | Aprile | Maggio | Giugno | Luglio | Agosto | Settembre | Ottobre | Novembre | Dicembre | Media anno |
| ---- | ------- | -------- | ----- | ------ | ------ | ------ | ------ | ------ | --------- | ------- | -------- | -------- | ---------- |
| 2013 | -       | -        | -     | -      | -      | -      | -      | -      | -         | -       | -        | N.R.     | N.R.       |
| 2014 | N.R.    | N.R.     | N.R.  | 0,03%  | 0,03%  | 0,04%  | 0,06%  | 0,07%  | 0,06%     | 0,05%   | 0,05%    | 0,04%    |            |
| 2015 | 0,05%   | 0,06%    | 0,05% | 0,06%  | 0,06%  | 0,09%  | 0,11%  | 0,12%  | 0,09%     | 0,08%   | 0,06%    | 0,07%    | 0,07%      |
| 2016 | 0,10%   | 0,09%    | 0,07% | 0,05%  | 0,05%  | 0,06%  | 0,08%  | 0,05%  | 0,03%     | 0,03%   | 0,03%    | 0,04%    | 0,06%      |
| 2017 | 0,04%   | 0,05%    | 0,05% | 0,03%  | 0,03%  | 0,04%  | 0,05%  |        |           |         |          |          |            |

*Giorno medio mensile su target individui 4+

## Loghi precedenti
| 22 luglio 2011 – 2 agosto 2015 | 3 agosto 2015 – 22 novembre 2017 |
| ------------------------------ | -------------------------------- |